# جسوربک یاخشیبوئف
جسوربک یاخشیبوئف (انگلیسی: Jasurbek Yakhshiboev؛ زادهٔ ۲۴ ژوئن ۱۹۹۷) بازیکن فوتبال اهل ازبکستان است.
از باشگاه‌هایی که در آن بازی کرده است می‌توان به باشگاه فوتبال پاختاکور تاشکند اشاره کرد.
وی همچنین در تیم‌های ملی فوتبال زیر ۲۳ سال ازبکستان، و ازبکستان بازی کرده است.